# Цимлянские вина (предприятие)
АО «Цимлянские вина» — предприятие первичного и вторичного виноделия в Цимлянске в Ростовской области.

## История

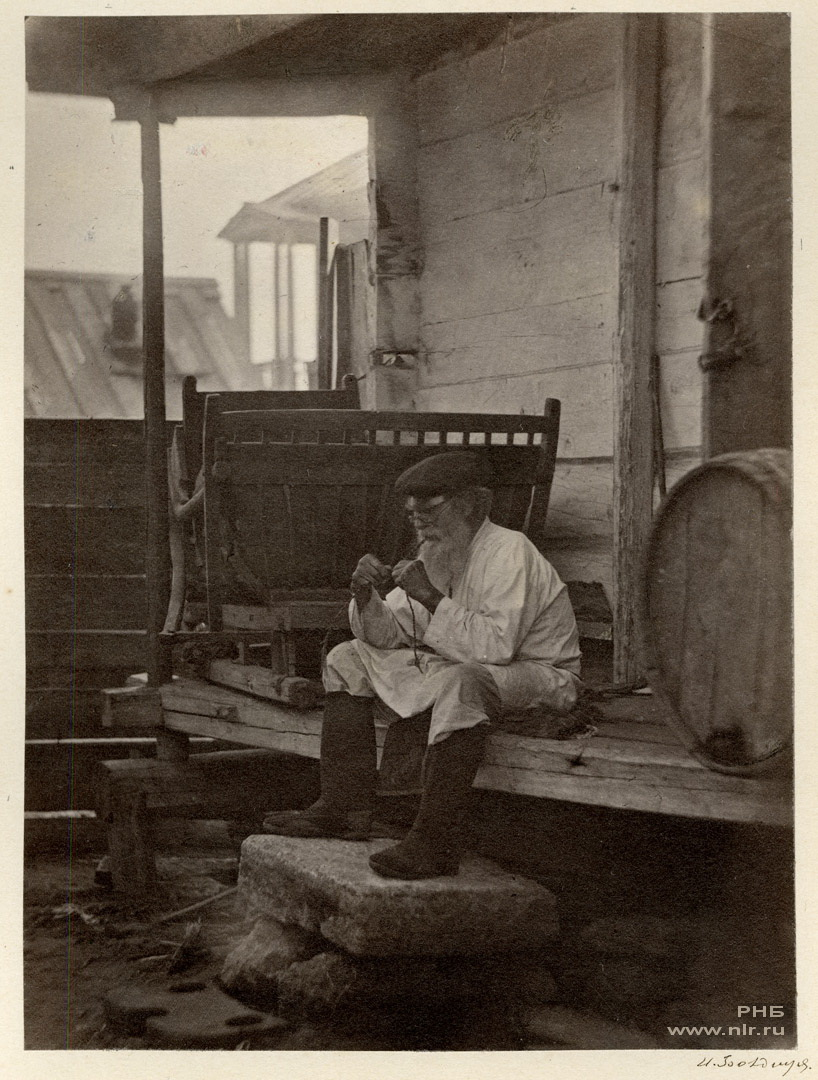
Казак, продающий цимлянское вино. 1875-1876

История Цимлянского виноделия началась ещё во времена хазарского каганата, ориентировочно IX век от Р.Х. Жители хазарской крепости Саркел, находящейся теперь на дне Цимлянского водохранилища, выращивали виноград и производили вино. Первое документальное упоминание о Цимлянских винах относится ко временам императора Петра I, который после посещения в Париже дома инвалидов послал в подарок ветеранам Людовика XIV 20 бочек Цимлянского красного вина.
В 1786 году документально зарегистрирована первая бутылка Цимлянского игристого. Казаки производили игристое по собственной технологии, полученной опытным путем. Ягоды аборигенных сортов Цимлянский чёрный и Плечистик после сбора подвяливали на камышовых циновках в проветриваемом помещении, а затем дробили, перетирали, сливали вместе с соком в срезанные сверху чаны (подрезы) и оставляли бродить. Брожение из-за высокой сахаристости шло медленно и с наступлением холодов останавливалось. Весной вино разливали в бутылки, закупоривали пробкой с привязанной к горлу бечёвкой и заливали смолой. После этого вино дображивало уже в бутылке и становилось игристым.
До революции в станице Цимлянской насчитывалось 1200 виноградников, при этом вино делали казаки-частники. В 1880 году великий князь Константин Николаевич построил спиртово-водочный цех, на базе которого после революции был основан Цимлянский винсовхоз по переработке винограда. Во время войны завод был разрушен. Но производство продолжалось под открытым небом до тех пор, пока не был построен современный завод в 1966 году в новой Цимлянской станице.

## Новейшая история
В 2001 году завод перешел в собственность заново учрежденного ОАО «Цимлянские вина», а в 2002-м вошел в холдинг «Напитки Дона». 
В 2018 году ростовский арбитражный суд открыл процедуру банкротства предприятия. На тот момент контролирующий пакет акций ОАО принадлежал семье предпринимателя и депутата ГД РФ Степана Шоршорова, который умер в 2017 году. По ходу процедуры банкротства «Цимлянских вин» ростовская фирма «Паритет» выкупила долги предприятия перед Сбербанком и ВТБ на 375 млн руб. и 161 млн руб. соответственно. После этого «Паритет» предложил заключить мировое соглашение об урегулировании задолженности. В итоге семья Шоршоровых утратила контроль.
Новым собственником предприятия стало акционерное общество «Сокол-Девелопмент», которому теперь принадлежит 100%  уставного капитала «Цимлянских вин».  Генеральным директором обеих компаний является Аскер ХАПАЕВ.

## Продукция завода
Главная особенность предприятия, это наличие собственных виноградников, на которых произрастают знаменитые сорта винограда: красные — Цимлянский черный, Красностоп Золотовский, Плечистик, Саперави северный, и белые — Алиготе, Ркацители, Цветочный, сорта мускатной группы. Показатели почвы Цимлянского района Ростовской области сравнимы с лучшими винодельческими зонами мира. Цимлянский район является колыбелью старинного Донского виноделия и самой северной зоной промышленного виноградарства.